# Naissance en 919
Naissance
- 915
- 916
- 917
- 918
- 919
- 920
- 921
- 922
- 923

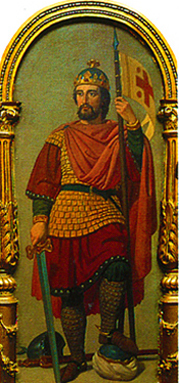
García II de Navarre né en 919.

Cette page dresse une liste de personnalités nées au cours de  l'année 919 :
- 29 janvier : Liao Shizong, troisième empereur de la dynastie Liao.

- García II de Navarre, roi de Pampelune et comte d'Aragon.
- Li Cheng, peintre chinois.
- Meng Chang (en), deuxième empereur des Shu postérieurs.

## Crédit d'auteurs
- Cet article est partiellement ou en totalité issu de l'article intitulé « 919 » (voir la liste des auteurs).